# Chiloscyphus fissus
Chiloscyphus fissus là một loài rêu tản trong họ Lophocoleaceae. Loài này được (Mitt.) Hentschel & J. Heinrichs mô tả khoa học lần đầu tiên năm 2007.